# Regierungsbezirk Danzig

Indelningen av provinsen Västpreussen, 1910:
Regierungsbezirk Danzig
Regierungsbezirk Marienwerder

Regierungsbezirk Danzig var ett regeringsområde i den preussiska provinsen Västpreussen vilket existerade åren 1815-1919. Det hade en yta på 7 954 km² och 665 992 invånare (1900), därav 329 611 evangeliska lutheraner,
320 313 katoliker och 5 504 judar, 84 invånare per km². Det var indelat i 12 kretsar och huvudort var Danzig.
Regeringsområdet upplöstes efter första världskriget, då Versaillesfreden tilldelade större delen av Västpreussen till Polen och upprättade Fria staden Danzig i Danzigs storstadsområde. Idag ingår hela regeringsområdets territorium i Polen.

## Källa
Den här artikeln är helt eller delvis baserad på material från Nordisk familjebok, Danzig, 1904–1926.